# André Geens
André Leonard Paul Geens (Boortmeerbeek, 26 mei 1941) is een voormalig Belgisch politicus voor de Volksunie en de VLD.

## Levensloop
Geens behaalde in Mechelen het diploma industrieel ingenieur in de chemie en studeerde daarna waterzuivering en -behandeling in Delft en bedrijfskunde in Leuven. In 1980 behaalde hij een master of business administration aan het Limburgs Universitair Centrum. Hij werd beroepshalve actief in de privésector en bestuurder van vennootschappen. 
Geens werd politiek actief voor de Volksunie en was voor deze partij van 1977 tot 1988 en van 1989 tot 1994 gemeenteraadslid van Zottegem, waar hij van 1983 tot 1988 schepen was. Tevens was hij van 1982 tot 1985 kabinetsmedewerker van toenmalig Vlaams gemeenschapsminister van Financiën en Begroting Hugo Schiltz en van 1983 tot 1985 lid van de Gewestelijke Economische Raad van Vlaanderen. Van 1982 tot 1988 was hij directeur van het Vlaams Nationaal Studiecentrum, een functie waarin hij verschillende brochures schreef over de sociaaleconomische toestand van Vlaanderen.
Van 1985 tot 1991 zetelde hij eveneens in de Belgische Senaat: van 1985 tot 1987 als rechtstreeks gekozen senator voor het arrondissement Oudenaarde-Aalst en van 1987 tot 1991 als provinciaal senator voor de provincie Oost-Vlaanderen. In de periode december 1985-december 1987 had hij als gevolg van het toen bestaande dubbelmandaat ook zitting in de Vlaamse Raad. De Vlaamse Raad was vanaf 21 oktober 1980 de opvolger van de Cultuurraad voor de Nederlandse Cultuurgemeenschap, die op 7 december 1971 werd geïnstalleerd, en was de voorloper van het huidige Vlaams Parlement.
Van 1988 tot 1991 was André Geens minister van Ontwikkelingssamenwerking in de Regering-Martens VIII. Nadat hij bij de verkiezingen van 1991 niet meer werd herkozen als parlementslid, maakte hij in 1992 samen met Jaak Gabriëls de overstap naar de VLD. Voor deze partij zetelde hij van 1999 tot 2003 in opvolging van Guy Verhofstadt als rechtstreeks gekozen senator opnieuw in de Belgische Senaat. Ook was hij van 2001 tot 2003 vast lid van de Raadgevende Interparlementaire Beneluxraad.